# نیل برین
نیل برین (انگلیسی: Neil Breen؛ زادهٔ ۲۳ نوامبر ۱۹۵۸) کارگردان فیلم، و معمار اهل ایالات متحده آمریکا است.
از فیلم‌ها یا برنامه‌های تلویزیونی که وی در آن نقش داشته‌است می‌توان به جیغ اشاره کرد.